# 萨莱诺主教座堂

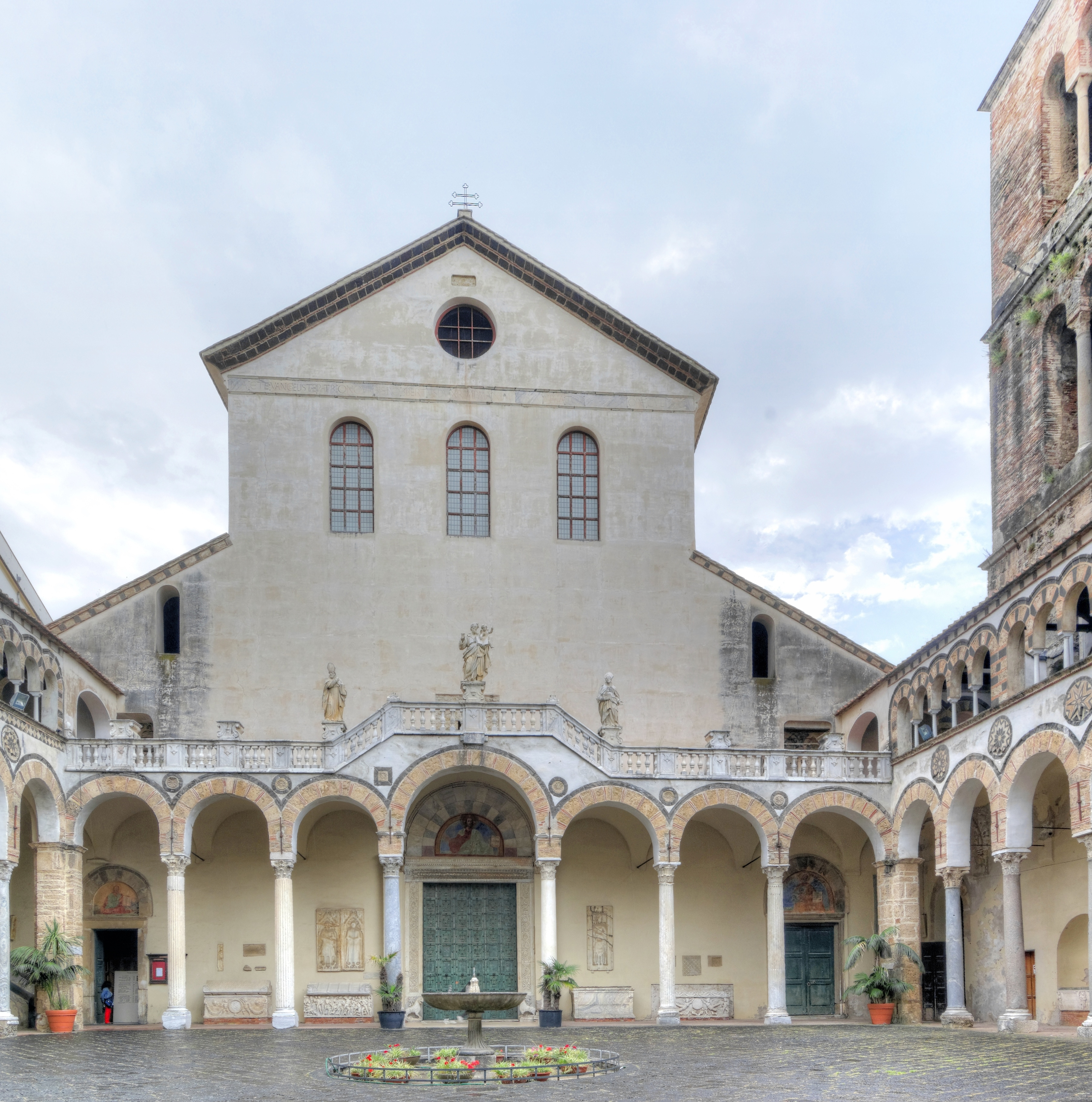

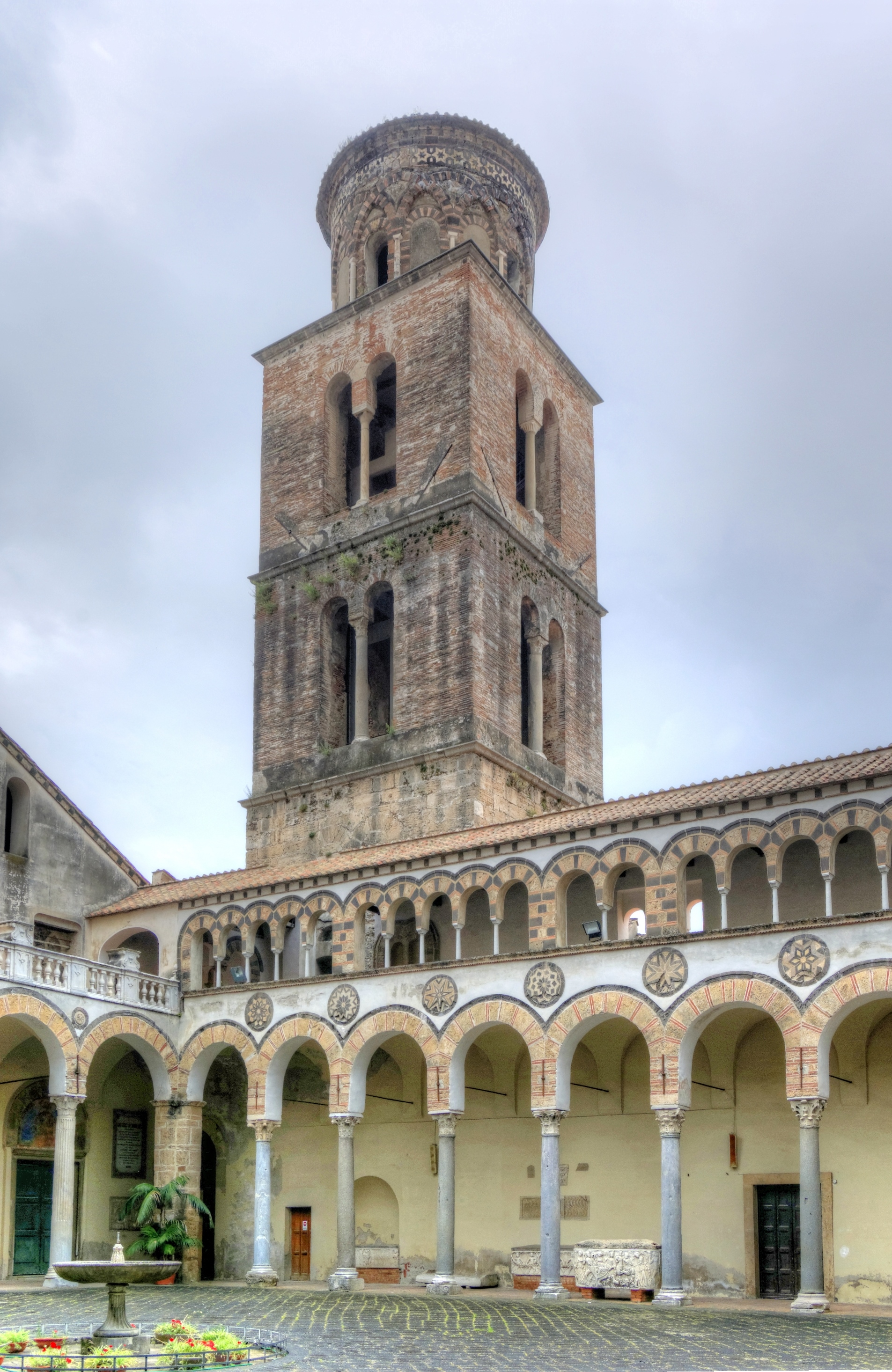
钟楼

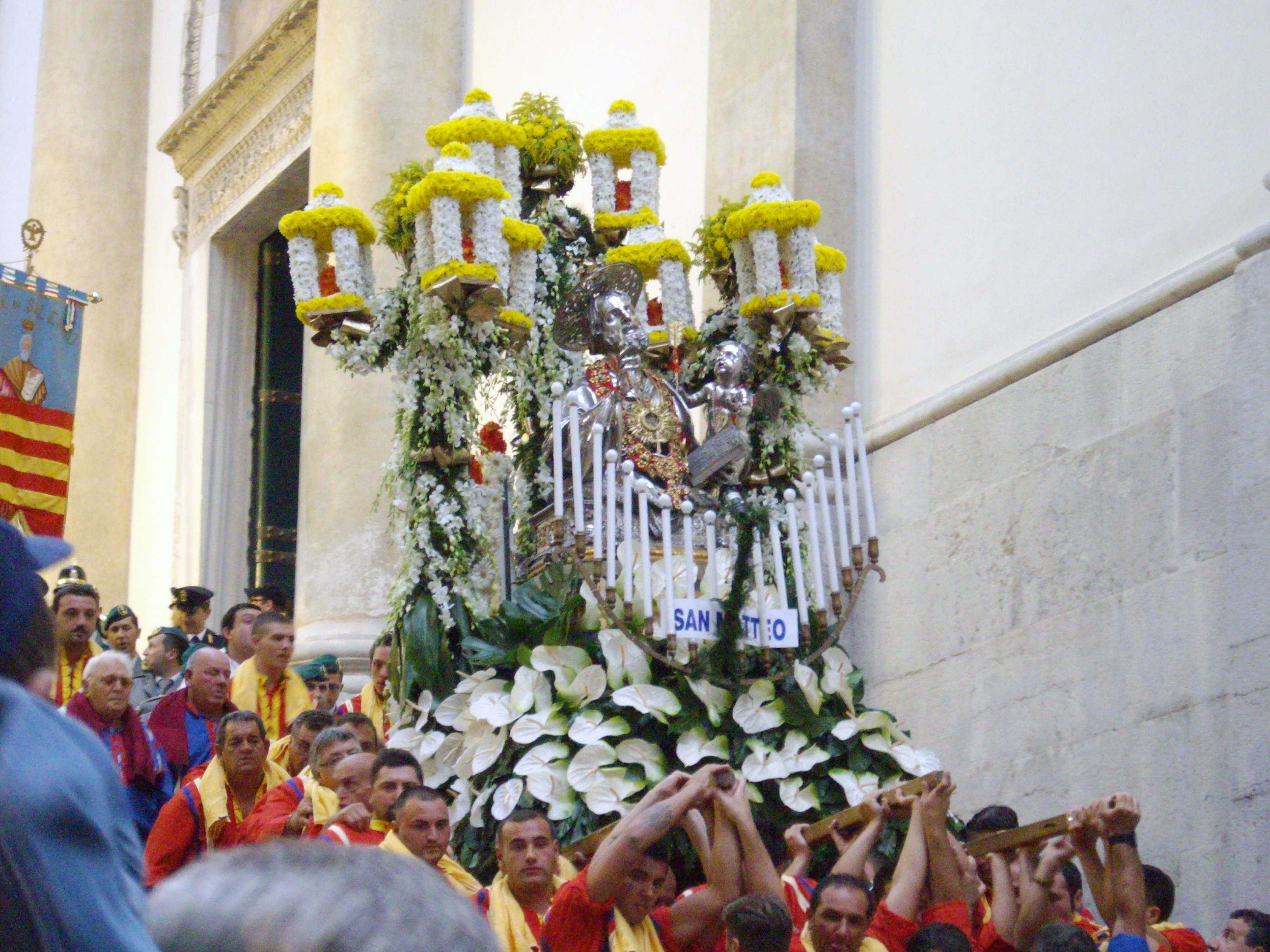
圣瑪竇出巡

萨莱诺圣瑪竇宗徒主教座堂是罗马天主教萨莱诺教区的主教座堂，位于意大利南部城市萨莱诺市中心，也是该市主要的旅游景点。它始建于1080年，兴建在一座古罗马神庙的废墟上，1085年由教宗额我略八世祝圣。 
该堂敬礼福音书作者瑪竇，其墓穴位于堂内。卡诺莎之行的主角之一，教宗额我略七世墓也位于堂内。
第二次世界大战期间，1943年9月盟军入侵義大利，在萨莱诺登陆，萨莱诺主教座堂遭到损坏。
最显着的外部特征是钟楼（12世纪中叶），高56米，阿拉伯-诺曼风格。拜占庭式的青铜大门来自君士坦丁堡（1099年）。 